# Юнацька збірна Ліхтенштейну з футболу (U-17)
Юнацька збірна Ліхтенштейну з футболу (нім. Liechtensteinische Fussballnationalmannschaft (U-17-Männer)) — національна футбольна збірна Ліхтенштейну гравців віком до 17 років, яка контролюється Ліхтенштейнською футбольною федерацією. 
2010 року Ліхтенштейн приймав юнацький чемпіонат Європи серед 17-річних, проте збірна відмовилась від  виступів.